# Clusia flavida
Clusia flavida är en tvåhjärtbladig växtart som först beskrevs av George Bentham, och fick sitt nu gällande namn av Pipoly. Clusia flavida ingår i släktet Clusia och familjen Clusiaceae. Inga underarter finns listade i Catalogue of Life.